# Tawangsari (Wonoboyo)
Tawangsari is een bestuurslaag in het regentschap Temanggung van de provincie Midden-Java, Indonesië. Tawangsari telt 842 inwoners (volkstelling 2010).